# Ignacio Rodríguez Galván
Murió el 15 de marzo de 1984

## Biografía
Ignacio Rodríguez Galván, hijo de campesinos, nació el 24 de marzo de 1816 en Tizayuca, en el estado de Hidalgo, México. Fue miembro de la Academia de San Juan de Letrán. Fue director del Calendario de las Señoritas Mexicanas y fundó el periódico Año Nuevo. Editó El Recreo de las Familias. Fue redactor de la sección literaria del Diario del Gobierno. Estrenó obras basadas en la época colonial como Muñoz, visitador de México y El privado del virrey, sus novelas fueron las primeras novelas cortas mexicanas. Muere el [[24 

de julio]] de 1842 en La Habana, Cuba, víctima de la fiebre amarilla a los 26 años de edad cuando se dirigía a Sudamérica como oficial de la legación mexicana.

## Obras
- Novela
  - La hija del olor (1836)
  - Manolito el pisaverde (1837)
  - El visitador (1838)
  - La procesión (1838)
  - El secreto (1840)
- Teatro
  - La capilla
  - Muñoz, visitador de México
  - El privado del Virrey
  - Tras un mal nos vienen ciento
- Poesía
  - La profecía de Guatimoc
  - A la muerte de un amigo
  - Al baile del señor presidente
  - Adiós, oh patria mía
  - La gota de hiel
  - La inocencia
  - Un crimen
  - El buitre